# Fase fallica
Secondo il modello di sviluppo a fasi di Freud, la fase fallica è il terzo periodo di sviluppo del bambino, essa succede alla fase anale e precede la fase latente. Si colloca a un'età compresa fra i 3 e i 6 anni circa. Nella fase fallica l'energia della libido si sposta dalla regione anale alla regione genitale, nella quale ha poi inizio il complesso di Edipo (per i maschi) o di Elettra (per le femmine).

## Il caso maschile
Il bambino si innamora della madre e vorrebbe che il padre non fosse interposto a questo suo amore (complesso di Edipo). In questa fase nota che la donna non ha il pene e sviluppa la paura che la punizione del padre per essersi innamorato della madre possa essere la castrazione. Gradualmente il bambino impara a guadagnarsi l'amore della madre cercando di assomigliare il più possibile al padre.
Da questa identificazione deriva il Super-io. Esso adotterà le credenze e gli ideali del padre come fossero propri, ed entrerà nella fase latente.

## Il caso femminile
Le bambine allo stesso modo si innamorano del padre e vorrebbero che la madre non fosse interposta al loro amore (complesso di Elettra). La bambina noterà che l'uomo ha il pene, svilupperà rabbia verso la madre credendo di aver ricevuto la castrazione e vorrà "riavere" il pene. Freud afferma che le donne non lasciano mai veramente questa fase, e che quindi il Super-io è meno sviluppato, di conseguenza le donne hanno meno problemi morali rispetto agli uomini. La bambina impara a guadagnarsi l'amore del padre diventando simile alla madre. A questo punto si sposta nella fase latente.

## Le fissazioni
Una fissazione in questa fase produce personalità risolute, autonome, orgogliose ed egoiste. Freud credeva che questa fosse la fase in cui si sviluppa l'omosessualità.
Queste persone mostrano segni di promiscuità o asessualità, amoralità o puritanesimo. Essi cambiano i comportamenti in accordo con la dottrina degli opposti, l'enantiodromia. Se il conflitto non viene risolto, l'adulto può non volere o essere incapace nello sviluppare una relazione d'amore con altre persone.